# Sierra de la Sangre de Cristo
La Sierra de la Sangre de Cristo (en inglés: Sangre de Cristo Mountains) es una cadena montañosa perteneciente a la parte más sureña de las Montañas Rocosas. Se localiza al sur de Colorado y al norte de Nuevo México, en Estados Unidos. La sierra se extiende en dirección sureste-sur desde el puerto de Poncha, en el centro-sur de Colorado y finaliza en el puerto de la Glorieta, al sureste de Santa Fe en Nuevo México. La sierra tiene varios catorce miles (fourteener, término usado en EE. UU. para referirse a las cimas de más de 14 000 pies o 4267.2 m) en la parte de Colorado y algunos trece miles (13000 pies) en el estado de Nuevo México. Esta sierra mide aproximadamente 389 km de longitud y su pico más alto es Blanca, con 4374 m s. n. m.
Al este de las montañas Sangre de Cristo se extiende la extensa  mesa llamada Llano Estacado.

## Toponimia

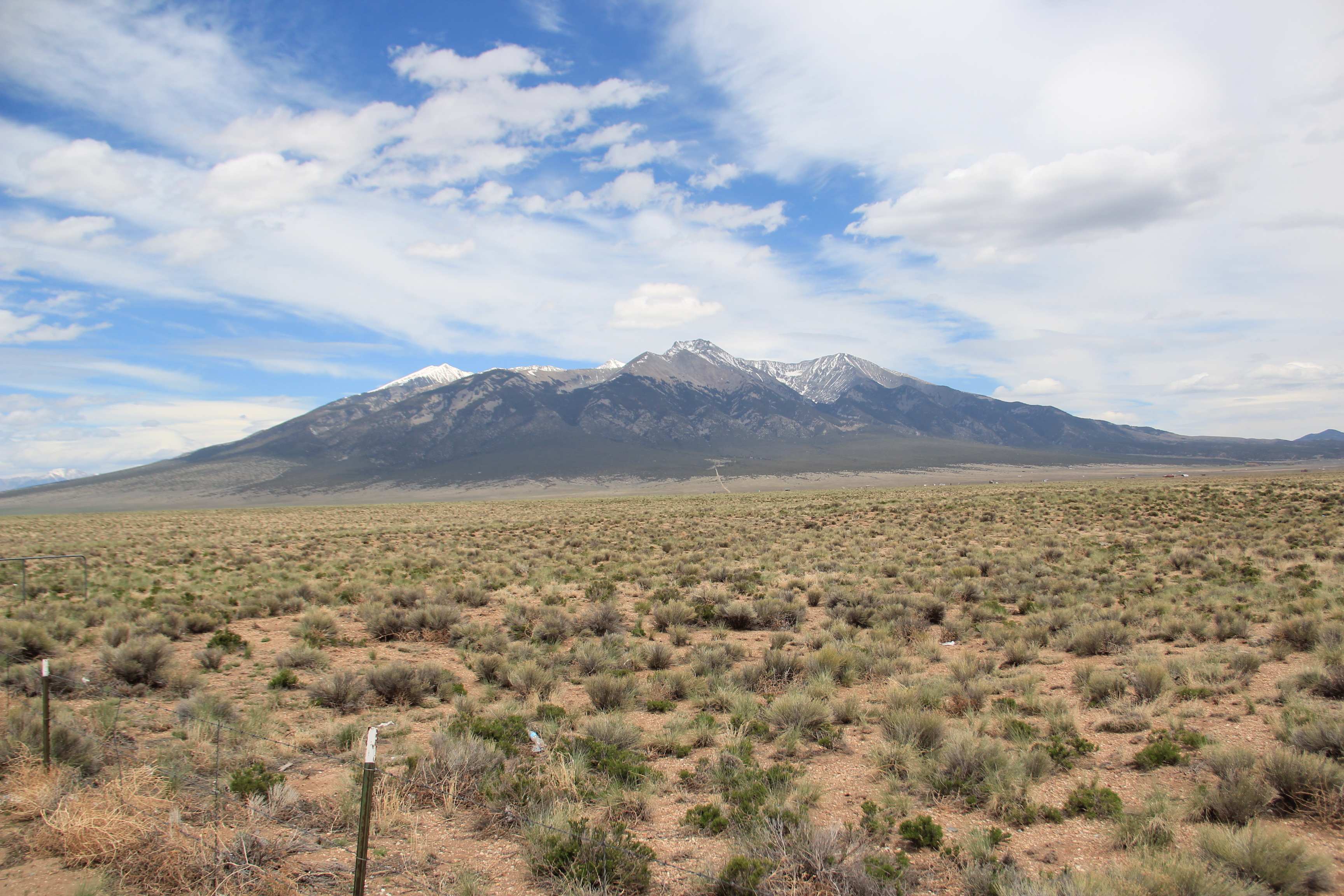
Pico Blanca visto desde la autopista estatal 150 de Colorado.

El nombre «Sangre de Cristo» deriva del color rojo de la sierra al alba y a la puesta del sol, sobre todo cuando la sierra está cubierta de nieve. Sin embargo, el origen del nombre no está muy claro, y solo se comienza a utilizar en el siglo XIX. Anteriormente, la cadena montañosa era denominada «La Sierra Nevada», «La Sierra Madre», «La Sierra» y «Las Nevadas». Algunas veces se utiliza la forma arcaica de «Christo».

## Principales cimas
| #  | Cima                         | Subcordillera                     | Altitud | Prominencia | Aislamiento |
| -- | ---------------------------- | --------------------------------- | ------- | ----------- | ----------- |
| 1  | Pico Blanca                  | Sierra Blanca                     | 4374    | 1623        | 166         |
| 2  | Monte Crestone               | Crestones                         | 4359    | 1388        | 44          |
| 3  | Pico Culebra                 | Sierra de la Culebra              | 4283    | 1471        | 57          |
| 4  | Picos Españoles Occidentales | Picos Españoles                   | 4155    | 1123        | 33          |
| 5  | Monte Herard                 | Cordillera de la Sangre de Cristo | 4062    | 622         | 7,5         |
| 6  | Pico Wheeler                 | Sierra de Taos                    | 4013    | 1039        | 60          |
| 7  | Pico Bushnell                | Cordillera de la Sangre de Cristo | 3996    | 733         | 60          |
| 8  | Pico de las Truchas          | Sierra de la Santa Fe             | 3995    | 1220        | 68          |
| 9  | Pico Venado                  | Sierra de Taos                    | 3883    | 900         | 19          |
| 10 | Pico Español Oriental        | Picos Españoles                   | 3867    | 726         | 6,8         |
| 11 | Santa Fe Baldy               | Sierra de la Santa Fe             | 3850    | 610         | 18          |
| 12 | Monte Baldy                  | Sierra de Cimarrón                | 3793    | 823         | 18          |
| 13 | Montaña Greenhorn            | Montañas Wet                      | 3765    | 1151        | 43          |
| 14 | Monte Zwischen               | Cordillera de la Sangre de Cristo | 3661    | 691         | 7,3         |
| 15 | Cerro Vista                  | Cerro Vista                       | 3640    | 768         | 23          |
| 16 | Montaña Clear Creek          | Sierra de Cimarrón                | 3580    | 890         | 12          |
| 17 | Monte Mestas                 | Sierra Blanca                     | 3528    | 679         | 26          |
| 18 | Iron Mountain                | Sierra Blanca                     | 3480    | 595         | 11          |

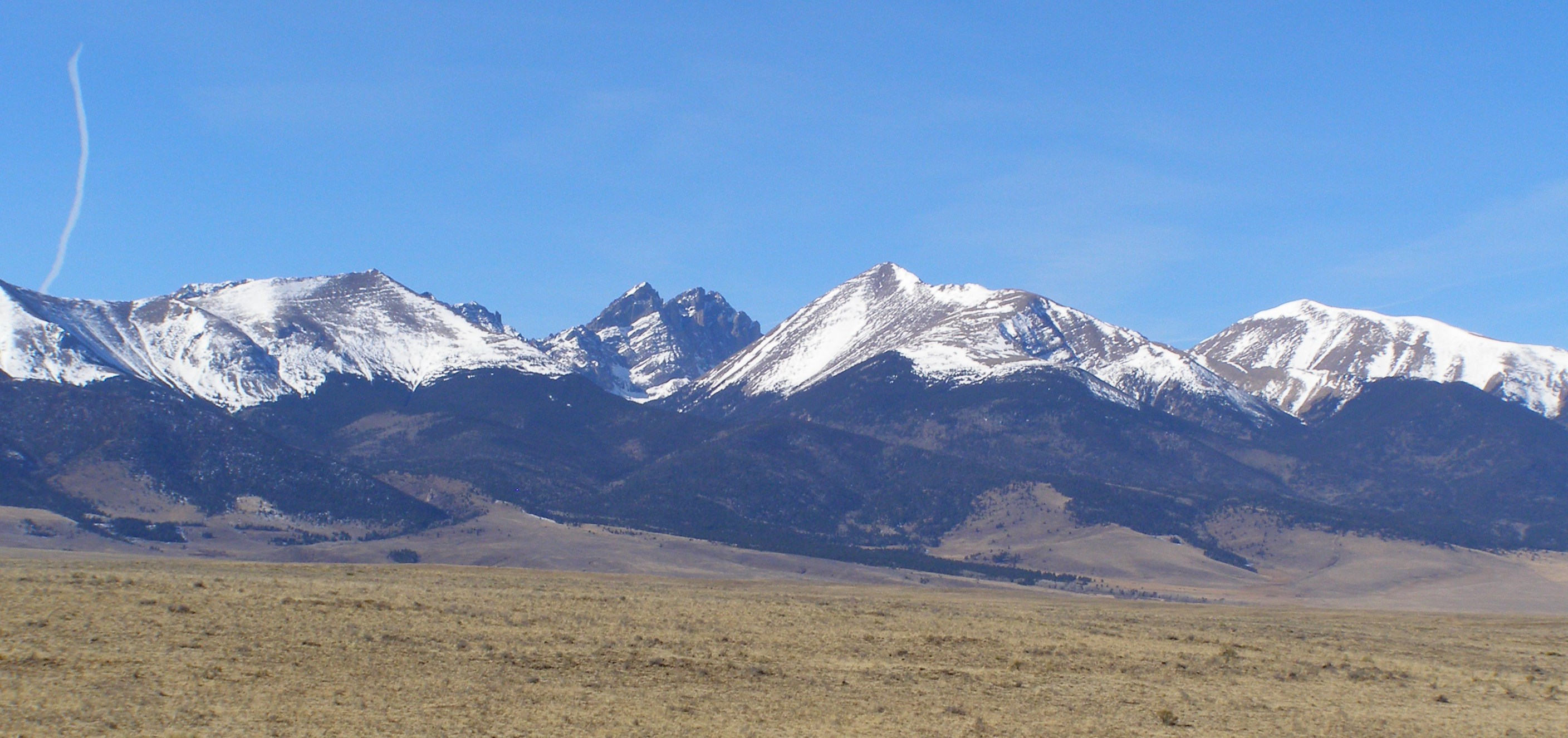
Zona oriental de las montañas Sangre de Cristo
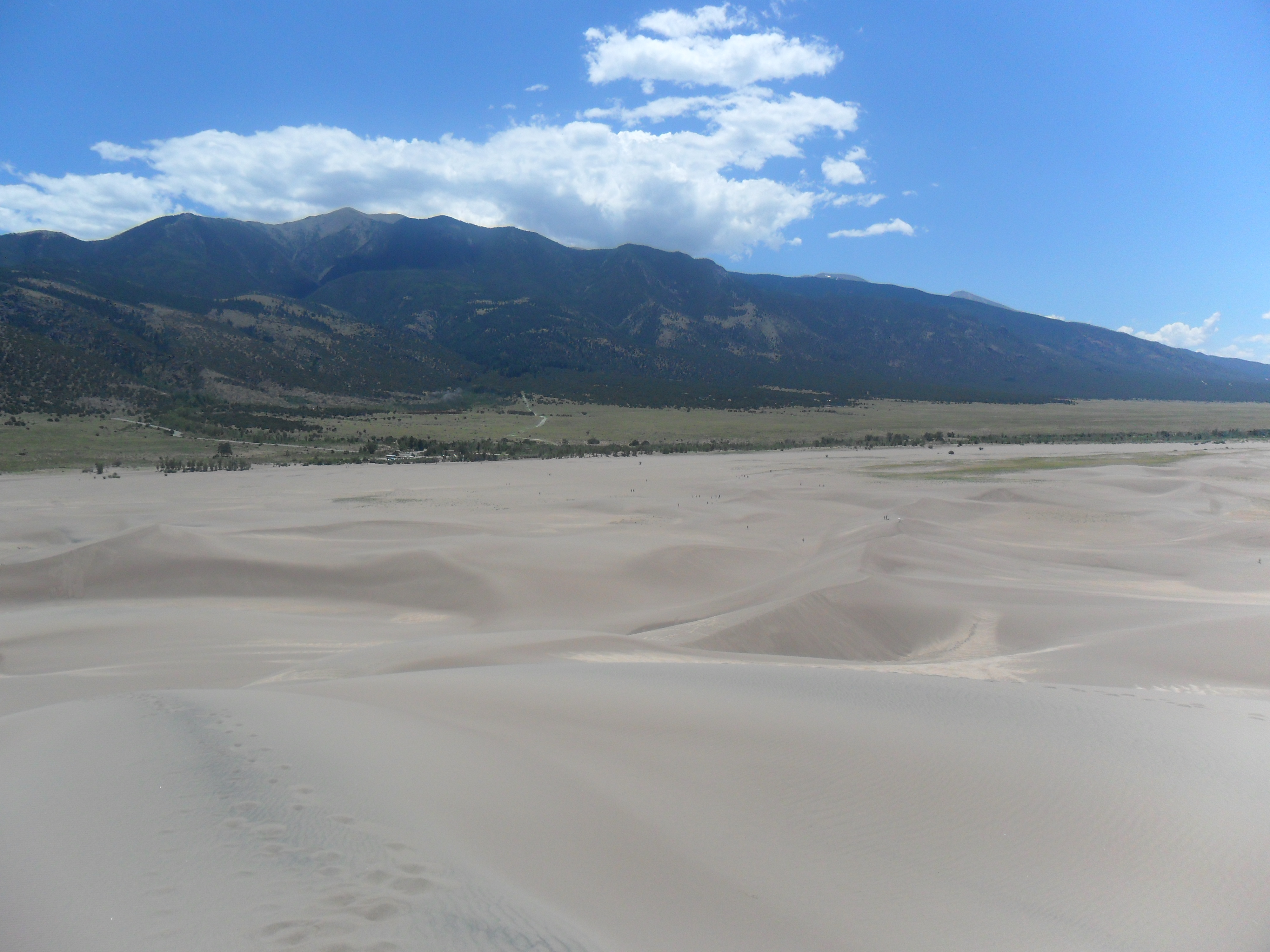
Vista de las montañas Sangre de Cristo desde el Great Sand Dunes National Park (Colorado)
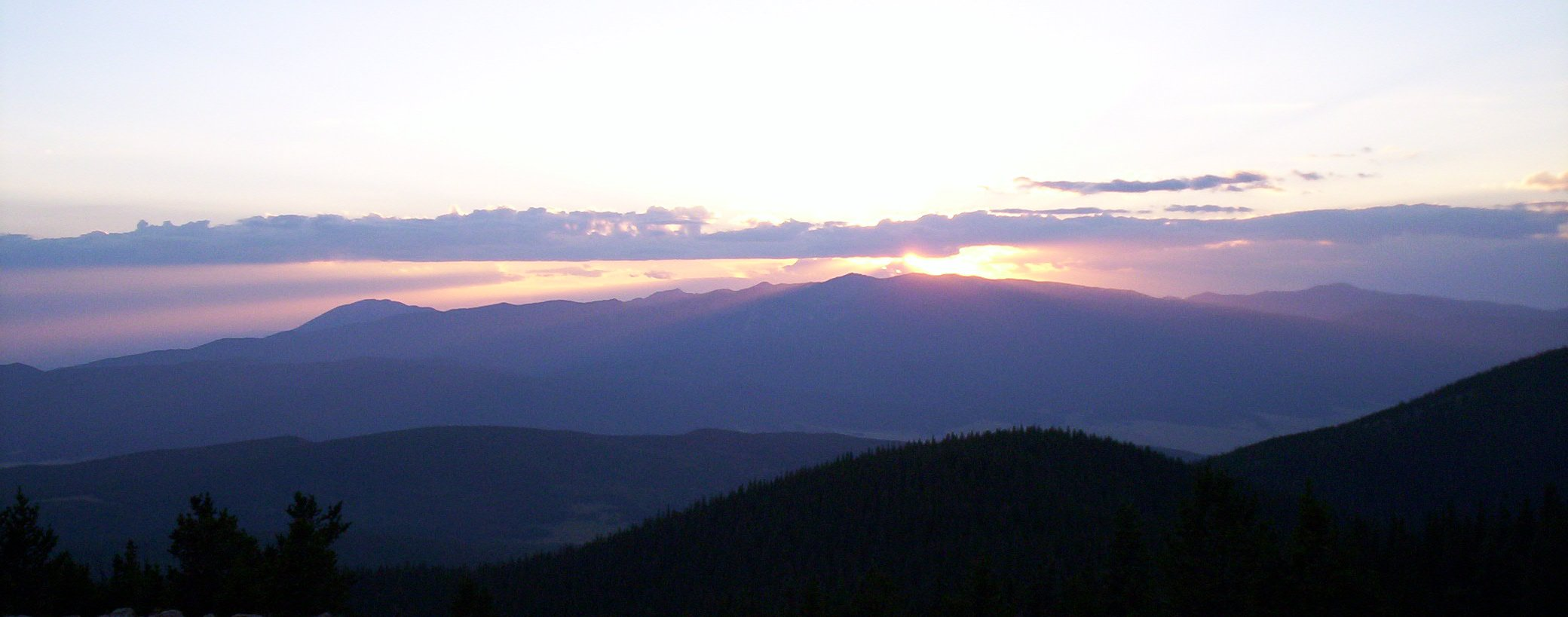
El atardecer sobre el monte Wheeler en las montañasSangre de Cristo

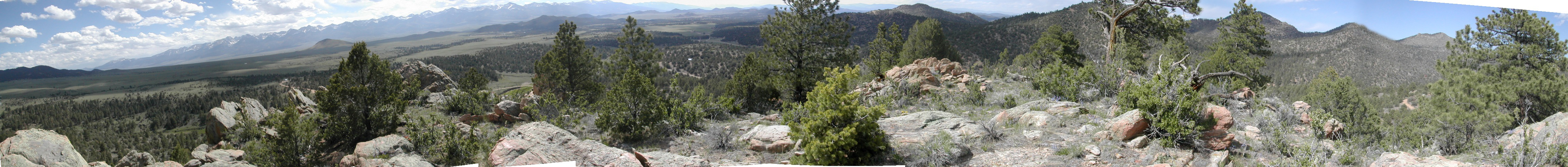
Vista panorámica del norte de la sierra de la Sangre de Cristo desde Westcliffe (Colorado)